# Jean-Baptiste Léon Olry
Pour les articles homonymes, voir Olry.

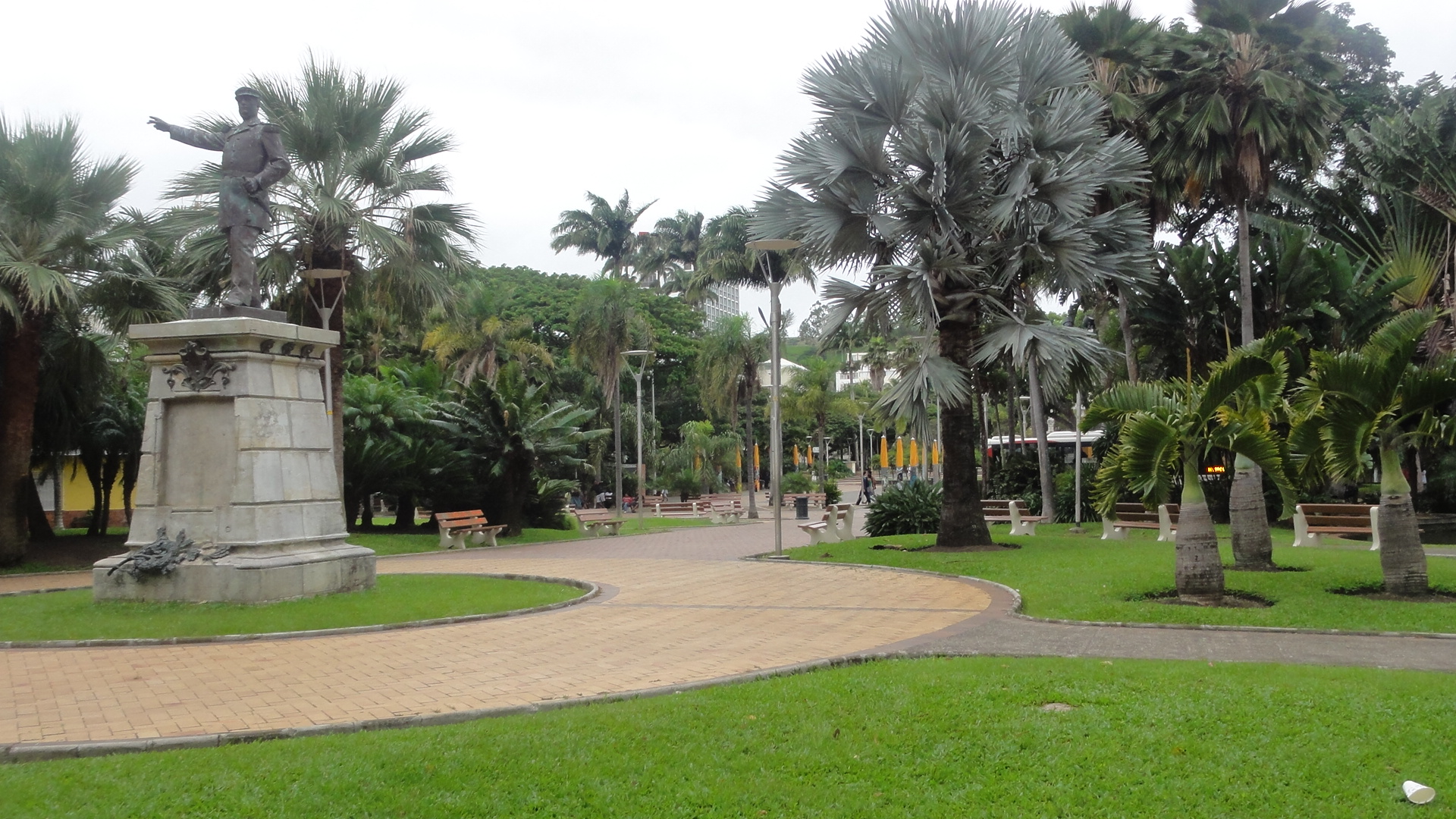
Statue d'Olry sur son ancien emplacement, square Olry, place des Cocotiers, Nouméa, Nouvelle-Calédonie.

Jean-Baptiste Léon Olry (Nancy, 8 février 1832 - Paris, 10 novembre 1890), est un officier de marine français, gouverneur de la Nouvelle-Calédonie de 1878 à 1880. 

## Biographie
Il entre à l'École navale en octobre 1848 et en sort aspirant de 2e classe en août 1850. Il embarque alors sur la Psyché en Tunisie puis à la station du Brésil et de La Plata sur l' Andromède et la Panthère (1850-1852). 
Aspirant de 1re classe (septembre 1852), il sert sur le Montebello en escadre d'évolutions puis est promu enseigne de vaisseau (juillet 1854) et prend part à la campagne de Crimée sur le Friedland. Il se distingue lors du bombardement d'Odessa et pendant l'attaque de Sébastopol (17 octobre 1854). 
En 1856, il passe sur l'Algésiras en escadre de Méditerranée puis sur l'aviso Faon (1858) et devient en 1859 second de la Sainte-Barbe avec laquelle il participe aux opérations de l'Adriatique durant la campagne d'Italie. 
Sur l'Arcole en escadre d'évolutions, il est nommé lieutenant de vaisseau (octobre 1860) et sert sur la Forte en Chine dans l'escadre de l'amiral Charner. Il est alors très actif dans les opérations à terre comme commandant de la compagnie de débarquement de la Renommée après avoir eu le commandement de l'aviso Confucius. 
Après les combats, il accompagne l'escadre en Indochine où il commande en Cochinchine la canonnière no 13 (1862). Il se fait alors remarquer dans la bataille de Gò Công (février 1863). 
En 1863-1864, il commande la Mitraille en Cochinchine puis est attaché au Dépôt des cartes et plans pour une mission spéciale sur la détermination des longitudes. Chef d'état-major de la division des mers de Chine sur l'Hermione (1867), il parvient après une avarie à installer sur la frégate un gouvernail de fortune. 
Chef d'état-major du gouverneur et de la division navale de Cochinchine (1868), il est engagé pour observer l'éclipse de Soleil du 18 août 1868 et dirige l'établissement de l'arsenal de Saïgon. 
Capitaine de frégate (mai 1869), il participe à la guerre de 1870 comme premier aide de camp de l'amiral Bouet-Willaumez en Baltique. Les 29 et 30 novembre il combat à terre à la bataille d’Étrépagny puis commande une brigade d'infanterie à la défense du Havre sous les ordres d'Ernest Mouchez. 
En 1872, il est nommé second du vaisseau-école d'application Jean-Bart puis commande en 1874 le Forbin et la division navale de l'Atlantique Sud sur les côtes d'Afrique, du Brésil et de la Patagonie où il fait des levés hydrographiques qui lui apportent un témoignage officiel de satisfaction. Promu capitaine de vaisseau (février 1876), membre de la Commission supérieure des défenses sous-marines, il commande en 1877 la Thétis en escadre d'évolutions et devient en janvier 1878 gouverneur de la Nouvelle-Calédonie et commandant de la station navale, postes qu'il occupera jusqu'en août 1880. 
Il arrive en Nouvelle-Calédonie en avril et découvre une colonie pénale en pleine insurrection, due à des maladresses européennes comme notamment la mise en réserves des Kanaks, et à de sérieuses difficultés économiques. Olry reprend énergiquement la situation en mai et parvient à ramener le calme en écrasant la grande révolte kanak. Il réorganise le conseil municipal de Nouméa, fonde des commissions municipales dans les autres localités, crée une chambre de commerce, fait cartographier l'île et engage un renouveau économique. Lorsqu’il quitte la colonie en août 1880, il est unanimement acclamé par la population. 
En 1881, il devient membre adjoint du Conseil d'amirauté. Membre du Comité hydrographique (1882), il commande au Levant le cuirassé Alma et est promu contre-amiral en avril 1884. Major général à Toulon, membre du Conseil des travaux (novembre 1885), directeur du personnel au ministère (janvier 1886-avril 1887), il est nommé en mai au commandement en chef de la division du Levant avec pavillon sur le Vauban.
Membre du Conseil d'amirauté (juillet 1889), inspecteur général de la marine, il est promu vice-amiral en août 1890.
Une statue exécutée par Denys Puech le représente à Nouméa sur la place des Cocotiers. Elle est inaugurée en 1897. Lors de sa visite en octobre 2020, le ministre des Outre-mer Sébastien Lecornu présente un réaménagement du site, le square Olry étant renommé place de la Paix, afin d'accueillir une œuvre du sculpteur Fred Fichet représentant la poignée de main entre Jean-Marie Tjibaou et Jacques Lafleur en mai 1988. La statue d'Olry rejoint alors les jardins du musée de la ville de Nouméa,,.

## Récompenses et distinctions
- Commandeur de la Légion d'honneur (1880). Chevalier (16 mars 1863), Officier (25 octobre 1877) puis Commandeur de la Légion d'honneur (11 juillet 1880).
- Un navire de la Compagnie des Chargeurs réunis a porté son nom et a été torpillé le 1er septembre 1917.
- La Marine française a baptisé l'Olry une canonnière qui a servi sur les fleuves de Chine de 1901 à 1909.